# لويس رومانو
لويس رومانو (بالإنجليزية: Louis Romano)‏ هو سياسي أمريكي، ولد في 20 أغسطس 1930. حزبياً، نشط في الحزب الديمقراطي. وقد انتخب عضو جمعية نيوجيرسي العامة.